# Gundsømagle Sø
Gundsømagle Sø er en omkring 40 hektar stor, lavvandet sø der ligger mellem Gundsømagle og Østrup, øst for Roskilde Fjord , i Roskilde Kommune. Hove Å løber gennem søen.

## Landskabet
Den lavvandede sø har åbne vandflader i den østlige del, mens den vestlige del består af udstrakte rørsumpe og pilekrat. På sydsiden af søen er der to fugletårne og gangbroer i vandkanten. Mellem fugletårnene løber en interessant trampesti, hvor man kan møde snoge om efteråret.
Den langstrakte sø ligger i en dalsænkning, der gennemstrømmes af Hove Å, som har udløb i Roskilde Fjord. I de lavtliggende dele af det ret kuperede landskab er der stadig en del enge, moser og småsøer, men ellers domineres det næsten skovløse landskab af agerjord.
Hele området med Gundsømagle Sø er på omkring 200 hektar. De åbne vandflader udgør cirka 40 hektar, hvoraf den største sø er på cirka 25 hektar og ligger i den østlige del af området. I denne sø er middeldybden 1,2 meter, mens de største dybder er på 1,9 meter.
Den er kendt for sit rige fugleliv, og omkring år 1900 var Gundsømagle Sø en af landets allerbedste fuglelokaliteter. Eksempelvis var der i 1890 en bestand af den nu sjældne sortterne på mindst 100 par ved søen, hvilket er dobbelt så mange som hele den samlede danske bestand i dag. Den blev imidlertid stærkt forurenet med spildevand og olieudslip i 1960'erne og 1970'erne.
Søen og dens omgivelser i alt 370 hektar er fredet i flere omgange, senest i 1994.

## Kulturhistorie
Søens navn betyder Gudens Sø eller Gudesøen. Fra gammel tid har søen og Hove Ås løb ud i Roskilde Fjord dannet grænse mellem de to sogne Gundsømagle og Kirkerup Sogn. Derfor ligger der to kirker ganske tæt på hinanden. På gamle kort, for eksempel Videnskabernes Selskabs kort fra 1768, kan man se at søen oprindelig har været betydelig større. Den har været en halv kilometer bred og haft et areal på cirka 220 hektar.
Dengang var søen omgivet af store engområder, som blev anvendt til græsning og høslæt. Men i 1840'erne sænkede man søens vandstand for at forbedre høslættet på engene og rørhøsten i rørskoven. Det fik rørskovene til at brede sig, og søen fik sin nuværende størrelse. Hedeselskabets planer om en fuldstændig tørlægning og opdyrkning af hele søen førte til en bitter strid mellem jordbrugs- og naturinteresserne, og resultatet blev en fredning af søen i 1953.
I katolsk tid tilhørte søen Roskildebispen og ved søens østlige ende var der en bispegård; muligvis den nuværende Østrupgård. Efter reformationen kom søen under kronen, men snart skiftede godset ejer flere gange. Fra 1942 til sin død i 1983 ejede Kai R. Dahl gården, og han værnede om søen og ejendommens naturværdier. Efter hans død købte Fugleværnsfonden 60 hektar i 1984, hvilket omfatter selve søen samt de enge og to små skove, der hørte til ejendommen. De har opført to overdækkede fugletårne og en 800 meter lang trampesti mellem de to fugletårne langs den sydlige bred. Fugleværnsfondens har oprettet en frivillig arbejdsgruppe ved Gundsømagle Sø der laver forskellige former for naturpleje på engene, i skoven og i rørskovene og har udarbejdet en plejeplan for naturreservatet.

## Plantelivet
På vandet ses visse steder hvide og gule åkander. Rørsumpene består af tagrør samt blandt andet smalbladet dunhammer, krebseklo og frøbid . Ved søen findes sumpforglemmigej, vandmynte, engnellikerod, mjødurt og duskfredløs. Desuden vokser der flere steder engkabbeleje på lavt vand eller fugtige steder ved søbredden. Krattene består af pil og birk , og småskovene rummer træer som rødel, ask, gråpoppel og elm, der nu er døde eller døende af elmesyge. Festgræs, der bl.a. kan bruges til kryddersnaps, er der flere store bestande af langs stien på nordsiden af søen, og det forekommer også ved fugletårnet på sydsiden af søen.
Øst for reservatet ligger Østrup Holme som er en af Sjællands vigtigste botaniske lokaliteter. Her findes et ekstremrigkær med bl.a. melet kodriver, rosmarinpil og sumphullæbe og andre mere almindelige arter.

## Dyrelivet
Søens udbredte rørskove har et rigt fugleliv, som man dog mere hører end ser. Det gælder for eksempel vandriksen, der nærmest lyder som en gris. Det meget store antal rørspurve og rørsangere høres tydeligt sidst på foråret og først på sommeren. Kærsanger og sivsanger findes også, og er man heldig, kan man få græshoppesanger og drosselrørsanger at høre. Over rørskoven ser man tit rørhøgen på fødejagt. På det seneste er også rørdrum observeret.
På de fugtige enge yngler vibe, rødben og dobbeltbekkasin. På selve søen ses knopsvane, grågås, toppet lappedykker, gråstrubet lappedykker, grønbenet rørhøne, blishøne og gråand. I de senere år har man også jævnlig kunnet se hvide storke spankulere rundt mellem kreaturerne på engene. På taget af den nærliggende Østrupgård findes en opsat storkerede, som har haft besøg af enlige storke.
I krattet høres mange nattergale . Den lille skov ved Østrup får lov at henligge som naturskov, og de gamle træer fældes ikke. Det giver boliger til spætter, mejser, stære og andre hulrugende fugle. Omkring 100 fuglepar yngler her, blandt andet en lille koloni af sjaggere , der kun yngler ganske få steder her i landet.
Fiskehejren er en hyppig gæst ved søbredden. I vinterhalvåret hviler store flokke af troldænder på søen om dagen, mens de om natten flyver ud på Roskilde Fjord for at søge føde. Toppet lappedykker, krikand, taffeland samt lille- og stor skallesluger raster på søen, og både havørn og fiskeørn lægger undertiden et besøg forbi. I skoven kan der være flokke af rastende mejser og drosler.
Efter at vandmiljøet er blevet bedre, er fiskene vendt tilbage, og består blandt andet af ål, gedde, skalle, rudskalle, karusse, suder, regnløje og aborre. Formentlig også nipigget hundestejle.
Langs trampestien mellem de to fugletårne er der rigtig gode muligheder for at se snoge. Om efteråret samler de sig i store mængder ved stenbunkerne ved stien.